# 毛主席语录
《毛主席语录》是中華人民共和國最高領導人、中国共产党中央委员会主席毛泽东言论的选编本。因为最流行的版本用红色封面包装，文化大革命中通称「红宝书」。国外的报道和著述习惯称此书为「小红书」（Little Red Book），这一叫法并不体现中文“宝”字的主观颂扬色彩。

## 內容
《毛主席语录》内容既有摘自前四卷《毛泽东选集》（截止到毛1949年的作品），也有摘自于1949年以后的毛泽东讲话纪录和发表文章。1949年之后的语录，一部分可在后来1977年出版的《毛泽东选集第五卷》中找到参考。因为毛泽东在《语录》定稿后还经常有新言论发布，部分版本的《语录》预留了空白页供人手写增补“最新最高指示”。
两个版本均分33個專題如下：
|    | 語錄數量 | 標題                                         |
| -- | -------- | -------------------------------------------- |
| 1  | 13       | 共產黨                                       |
| 2  | 22       | 階級和階級鬥爭                               |
| 3  | 28       | 社會主義和共產主義                           |
| 4  | 16       | 正確處理人民內部矛盾                         |
| 5  | 21       | 戰爭與和平                                   |
| 6  | 10       | 帝國主義和一切反動派都是紙老虎               |
| 7  | 10       | 敢於鬥爭，敢於勝利                           |
| 8  | 10       | 人民戰爭                                     |
| 9  | 8        | 人民軍隊                                     |
| 10 | 14       | 黨委領導                                     |
| 11 | 22       | 群眾路線                                     |
| 12 | 21       | 政治工作                                     |
| 13 | 7        | 官兵關係                                     |
| 14 | 6        | 軍民關係                                     |
| 15 | 8        | 三大民主                                     |
| 16 | 9        | 教育和訓練                                   |
| 17 | 9        | 為人民服務                                   |
| 18 | 7        | 愛國主義和國際主義                           |
| 19 | 8        | 革命英雄主義                                 |
| 20 | 8        | 勤儉建國                                     |
| 21 | 13       | 自力更生，艱苦奮鬥                           |
| 22 | 41       | 思想方法和工作方法                           |
| 23 | 9        | 調查研究                                     |
| 24 | 15       | 糾正錯誤思想（1965版標題為「思想意識修養」） |
| 25 | 5        | 團結                                         |
| 26 | 5        | 紀律                                         |
| 27 | 15       | 批評和自我批評                               |
| 28 | 18       | 共產黨員                                     |
| 29 | 11       | 幹部                                         |
| 30 | 7        | 青年                                         |
| 31 | 7        | 婦女                                         |
| 32 | 8        | 文化藝術                                     |
| 33 | 16       | 學習                                         |

《语录》在1966年进行过一次较大的改版（林彪即特为此事写的“再版前言”）。老版本属于“内部发行”，面向全社会公开发行的都是66年再版。新旧版本大同小异，主要差异只在于第24章，再版的根本原因是，1965年版本该章中有一条正面引用了刘少奇言论，后随1966年刘少奇被批倒，不仅该条语录被删除，章节名称也因刘的“修养论”被批为“黑修养”而被替换。

## 出版过程
《毛主席语录》由《解放军报》资料室编选，於1964年1月5日出版征求意见本，作为全军政治工作会议的会议文件下发征求意见。初版设23个专题，选编语录200条，题名为《毛主席语录200条》。根据代表的意见，编选者对本书进行增补，题名改为《毛主席语录》，设25个专题，收语录267条。1月10日《毛主席语录》重新印发给与会代表，并同时下发给部队学习毛著作先进分子和先进单位征求意见。1964年5月，经解放军总政治部领导决定，将修订过的《毛主席语录》在部队内部发行，幹部每人一本，战士每班一本。1965年8月，解放军总政治部决定再版《毛主席语录》。经过反复讨论，全书调整设置为33个专题，收「语录」427条，該版本封面採用紅膠書皮，在毛澤東肖像頁後有林彪引用雷锋的題字「讀毛主席的書，聽毛主席的話，照毛主席的指示辦事」（有笔误，“听”字右边加了一点，俗称“听字多一点”），其後有署名「總政治部」的《前言》（日期为1965年8月1日），末頁印有「內部發行」字樣。

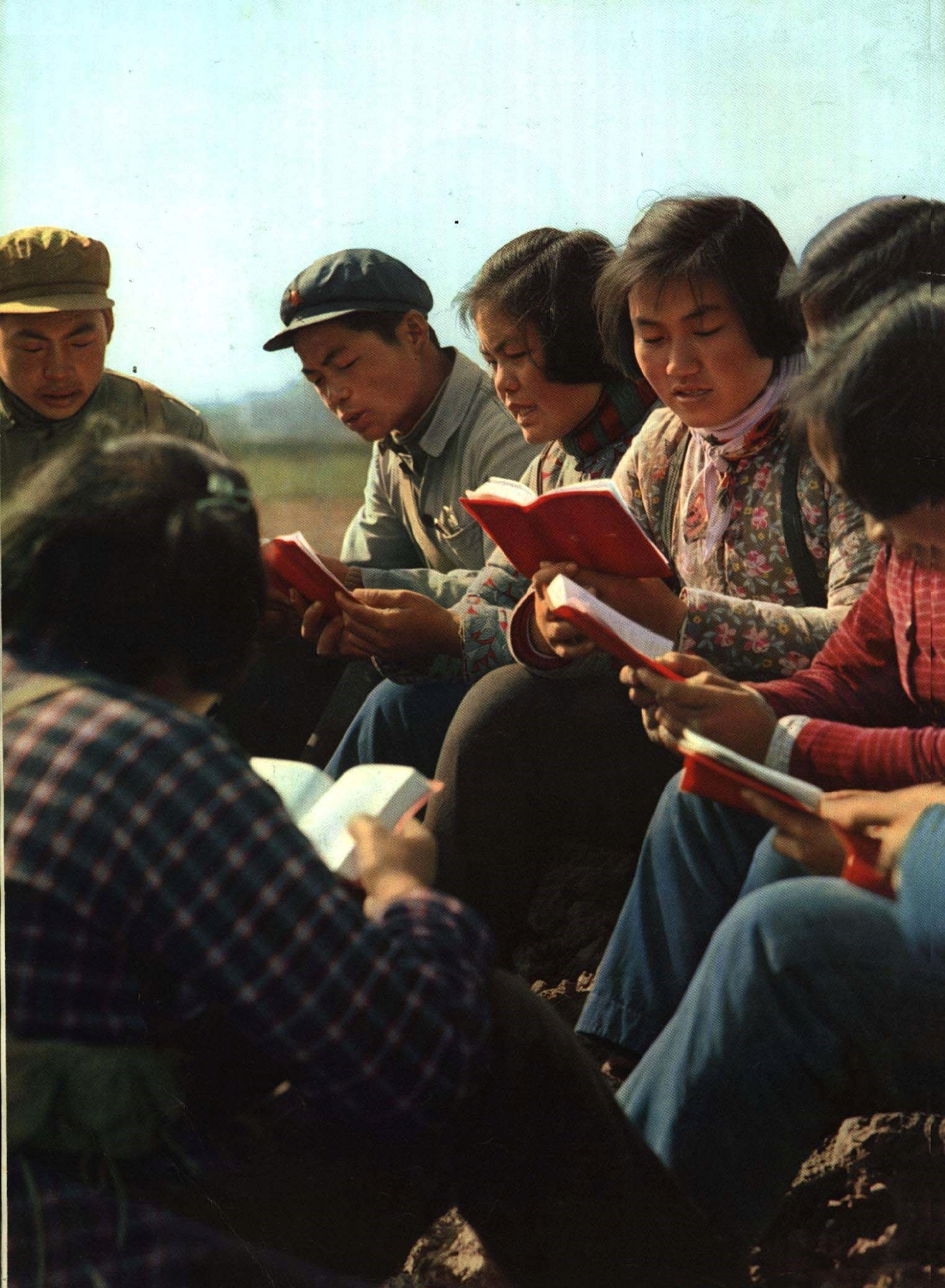
1967年，中國大陸民众学习毛主席语录

由於當時中國全国上下「学习毛主席著作」，中國各地对《毛主席语录》产生巨大需求。1965年底，中共中央批准《毛主席语录》交由人民出版社出版，新华书店在全国内部发行。一年後中共中央宣传部批准《毛主席语录》公开发行，并向海外出口。该版本毛泽东肖像页后为一行黑体红字：「全世界无产者，联合起来！」，后是林彪题字（“听字多一点”笔误被修正）。为适应出口需要，编者根据当时形势修订《再版前言 （页面存档备份，存于）》，并改由时任中共中央副主席的林彪署名（日期为1966年12月16日）。末页载明以中国人民解放军总政治部名义编印，没有书号，只提及印刷厂、发行（皆为新华书店）与印刷年份。至此《毛主席语录》正式公开出版发行。
中华人民共和国文化部召开专门会议，研究、制定印制、发行计划，要求保证提供充足纸张、油墨、印力，优先印制、发行毛語錄。据称，为了「百分之九十九读毛主席的书」，按人民出版社出版物目录记载，除「文革」爆發次年（1967年2月）出版列宁《马克思主义的三个来源和三个组成部分》，4月出版恩格斯《社会主义从空想到科学的发展》外，此後三年时间里再也没有出版过马列著作。并中断《马克思恩格斯全集》新卷出版工作，甚至1965年即已编成的四卷本《马克思恩格斯选集》也因「不能冲击学习《毛主席语录》」只在内部发行，直到1972年才公开出版。

## 版本
1965年8月以前的极早期内部版本《语录》通常是平装纸皮的。65年8月开始，《毛主席语录》开始用红色塑料封皮作装帧，此版本才开始被称为“红宝书”。
初版“红宝书”《毛主席语录》是64开本，后来常见的规格还有32开，100开，128开。总体而言，《毛主席语录》的生产类似于毛主席像章，早期的相对标准化，而后期各地放开生产，且只要文字内容不变化，对规格并没有明确限制，加之作为政治崇拜物的属性，导致一些以规格居奇的特制品存在(如512开超袖珍版本,和封皮采用布面、绸面、皮面的特制版本等)。
据统计，《毛主席语录》从1964年到1976年，全国共出版汉文版4种，少数民族文字（8种文字）版8种，盲文版1种，外文版（37种文字）和汉英对照共38种，总印数10億册。中共九大定下的调子是全国人民「人手一册」，因此绝大多数省市都按人口数量印刷，按照10亿册的说法，此目标显然基本实现。
据中国外文出版发行事业局统计，1967年10月，世界各国以65种文字翻译出版毛泽东著作853种，其中有20个国家的20种文字翻译出版《毛主席语录》，共有35种版本。从1966年10月中宣部批准出口到1967年5月，仅八个月时间，中国国际书店已向全世界117个国家和地区发行了英、法、西班牙、日、俄、德、意、尼泊尔、越南、印度尼西亚、阿拉伯、缅甸、斯瓦希里、波斯等十四种文字的《语录》共80万册。有研究者推算，「文革」十几年之内，《毛语录》国内外用50多种文字出版了500多种版本，总印数为50亿册（包括“三合一”等衍生品，各派红卫兵组织、各级革命委员会印制的非正式出版物），被称为「二十世纪世界上最流行的书」。一些组织统计认为《毛语录》是全球历史上印量仅次于《圣经》的出版物。
- 1969年俗称“三合一”的版本，追加了“老五篇”全文和诗词

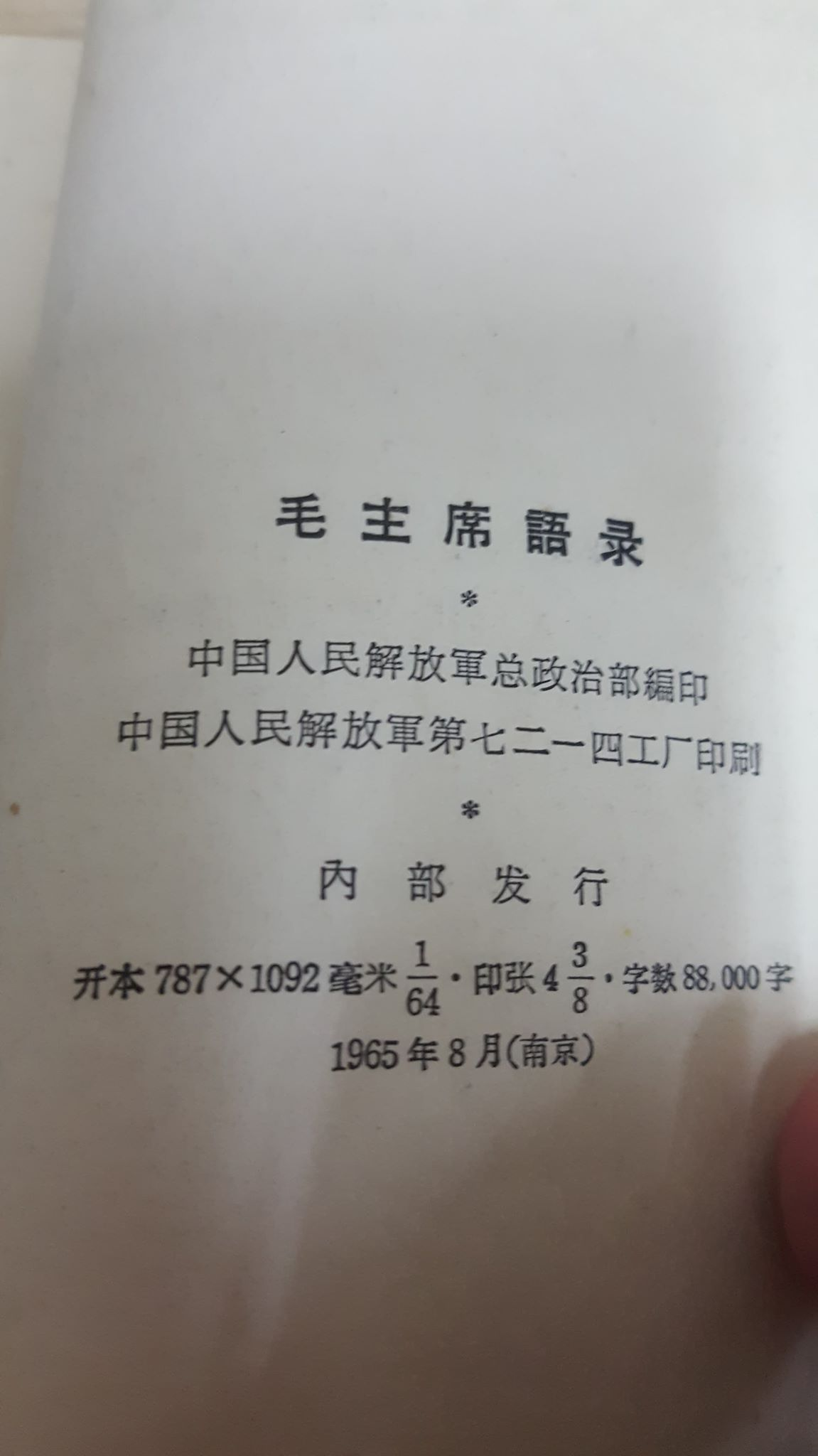
1967年，北京新华印刷厂生产毛泽东语录
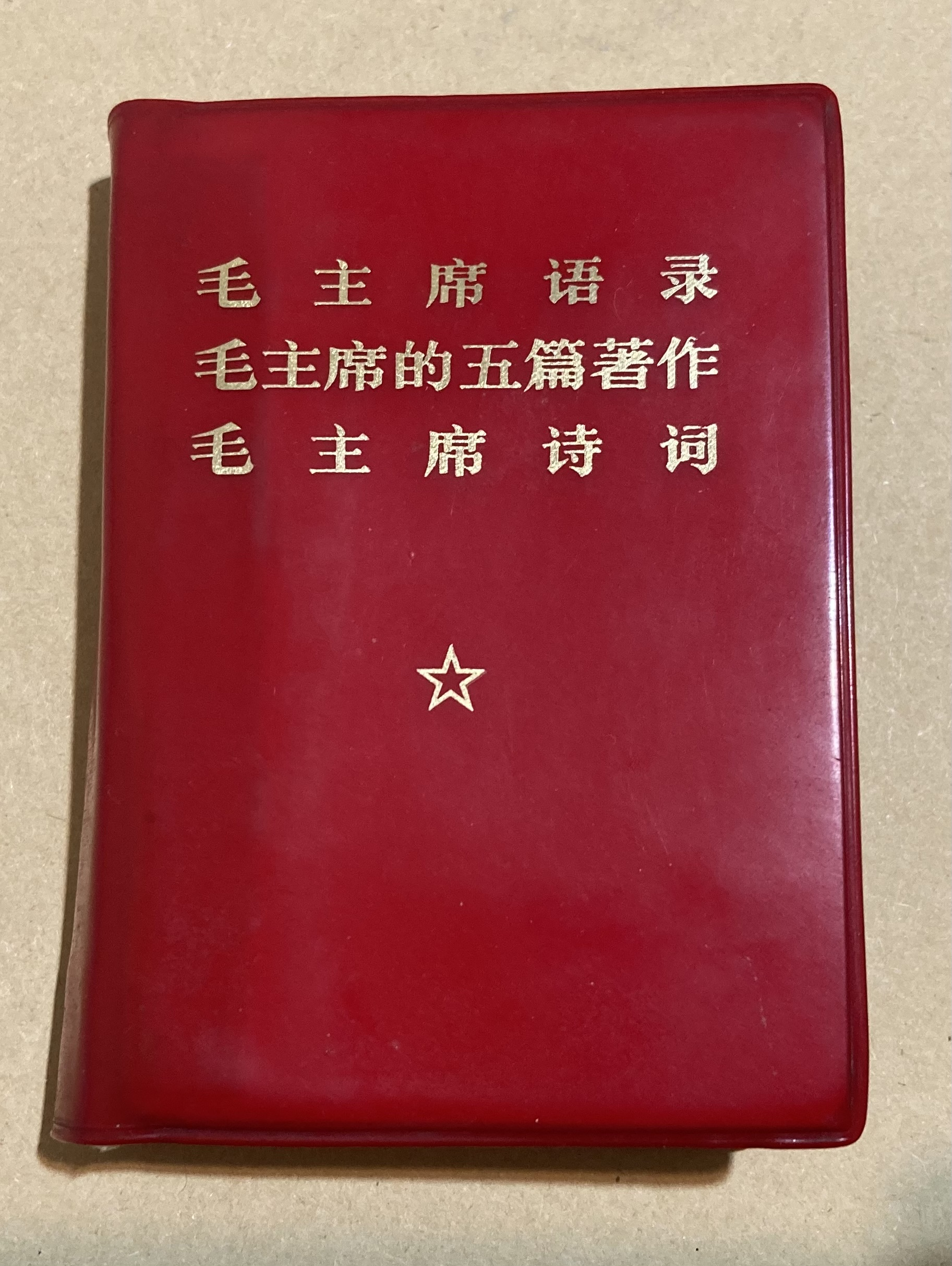
1969年俗称“三合一”的版本，追加了“老五篇”全文和诗词
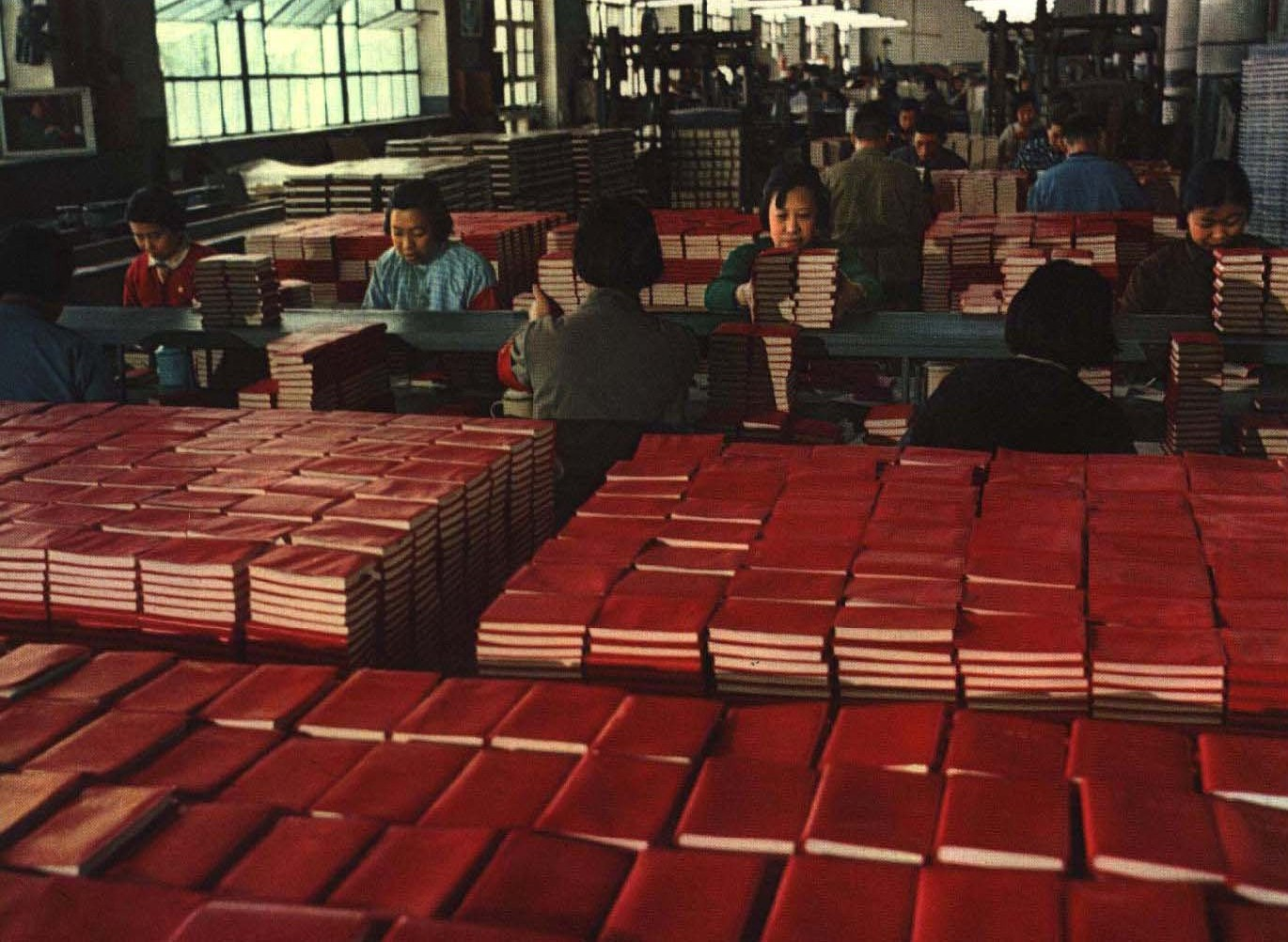
1967年，北京新华印刷厂生产毛泽东语录
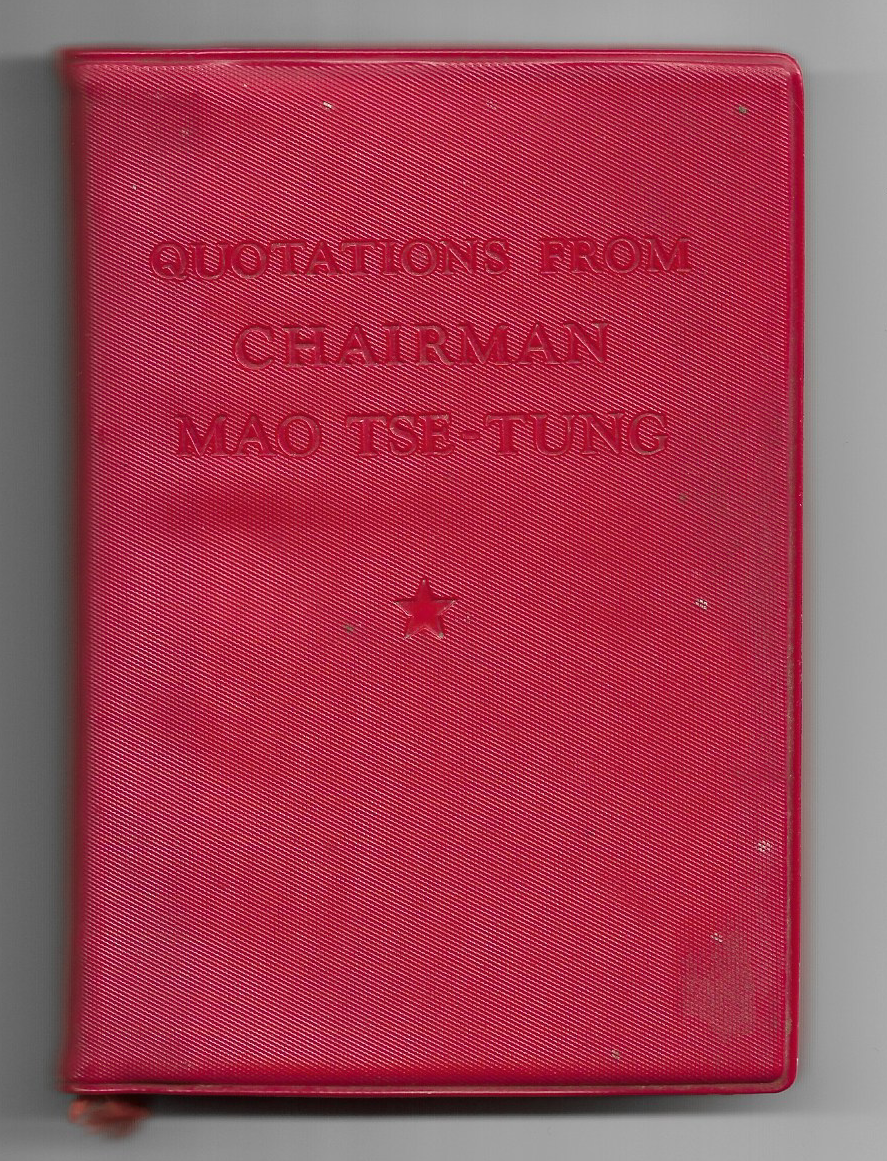
毛主席语录首本英譯本的封面

## 影響及后续
《毛主席语录》出版当时，被視作毛泽东思想的象征符号，供毛澤東的崇拜者握在右手举过头顶频频挥动，以示欢呼或声讨性呼喊的辅助物。这一呼喊口号时的规范仪式，起源于林彪在毛泽东接见红卫兵时，最早挥舞红色语录。文化大革命期间，北京“二炮”文工团、北京体育学院推出并完善了一套所谓“毛泽东语录操”，迅速风靡北京，后来普及到全国。当时，“毛主席语录歌”是最时髦、最流行的革命歌曲，而用毛主席语录配上乐曲再填加上徒手体操动作，就成为“毛泽东语录操”。
文革期间，《毛主席语录》還在一些特定场合被作为礼物，例如会议公费购买赠送或私人祝贺新婚夫妇等。

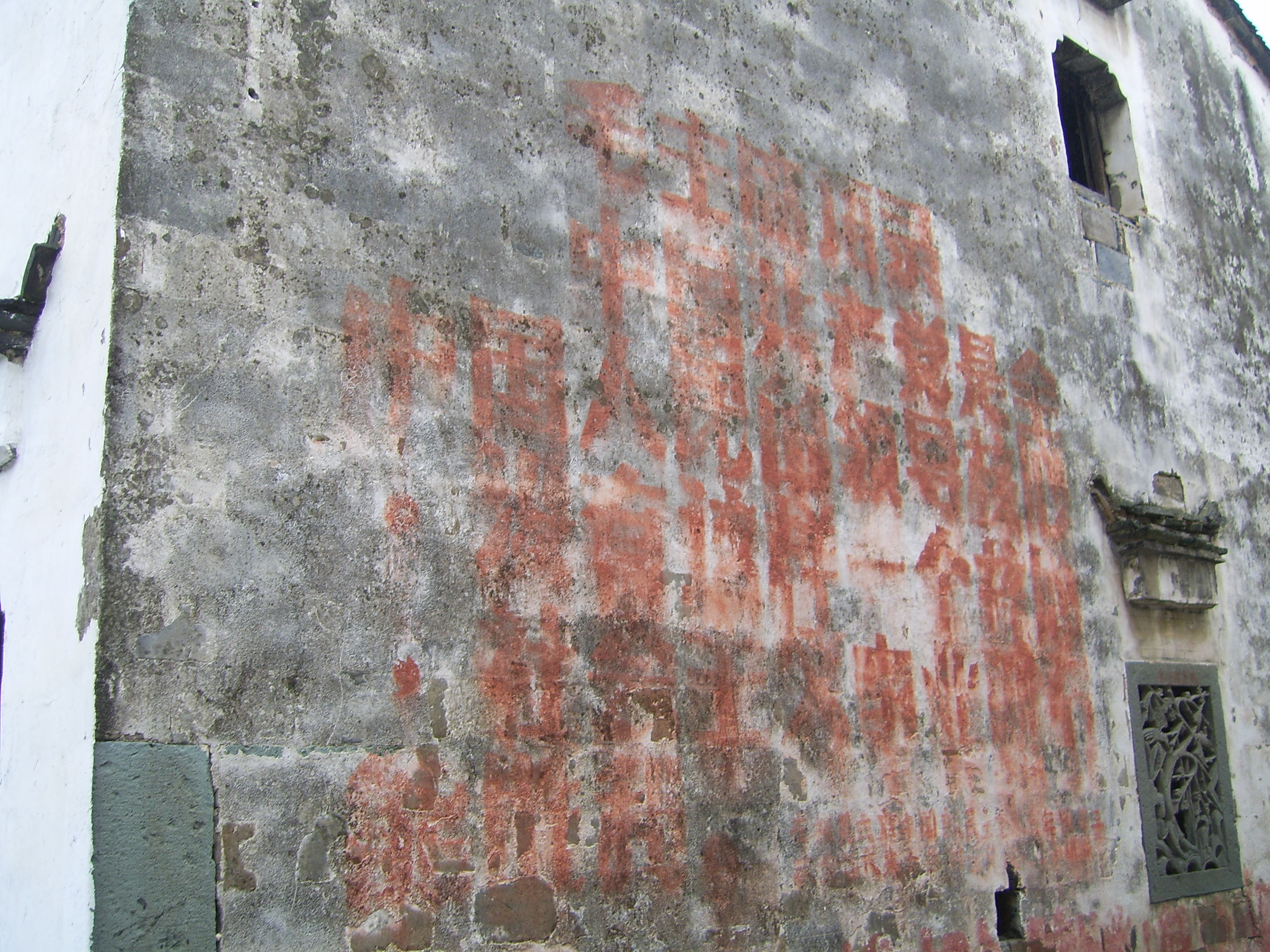
写在墙上的毛主席语录现在仍然依稀可辨

1979年2月12日，中共中央宣传部发出的《关于停止发行〈毛主席语录〉的通知》中宣称《语录》“断章取义，割裂毛泽东思想，自发行以来，危害很大，流毒甚广”，并决定即日起“新华书店、国际书店现存的中文版、民族版和外文版《毛主席语录》本一律停止发行”。从此，《毛主席语录》在新华书店门市部消失，在官方活动中消失，渐渐成为民间的收藏品。
文革结束后，有人出于怀旧，学习和收藏品投资的目的收集《毛主席语录》。在九一三事件之后，多数《毛主席语录》中与林彪相关的页面被系统性的破坏（撕去，涂抹乃至机械裁切），因此完整的，即带有《再版前言》和林彪题词的《毛主席语录》存世量更稀少，收藏价值也相对高。
如今在一些大陆城市的旅游景点，有销售近年印刷的《毛主席语录》。这些翻印版本事实上属于非法出版物。首先从版权的角度，毛泽东1976年逝世，其著作按照中国著作权法律最早要到2027年1月1日才能进入公有领域。其次，这些书籍不是出自任何正规出版社和印刷厂（如前所述，该书已于1979年被中国官方停止出版），排版和校对的基本质量都没有保证。

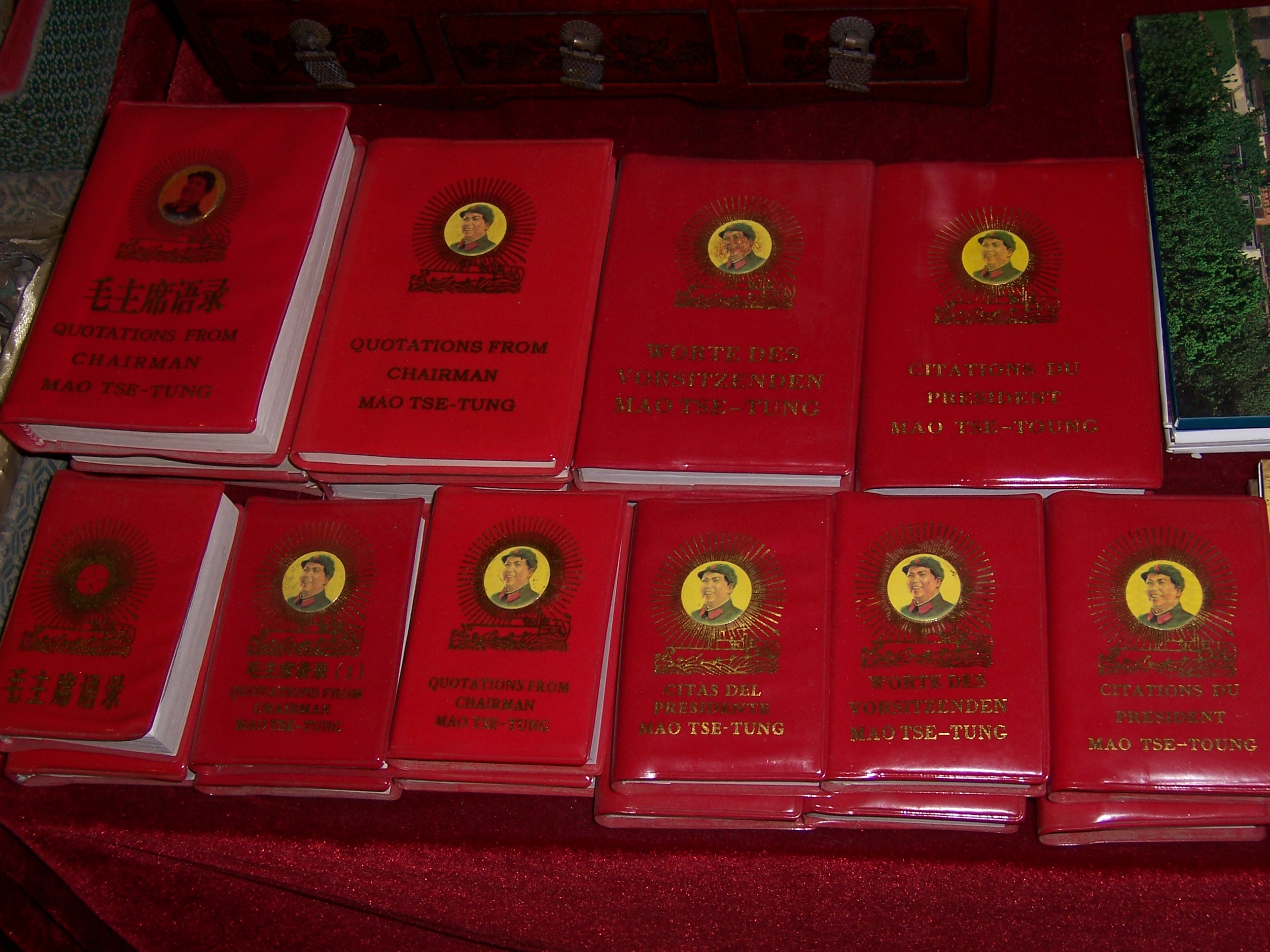
作为旅游纪念品销售的盗版《毛主席语录》